# Newark (Wisconsin)
Newark es un pueblo ubicado en el condado de Rock en el estado estadounidense de Wisconsin. En el Censo de 2010 tenía una población de 1.541 habitantes y una densidad poblacional de 16,37 personas por km².

## Geografía
Newark se encuentra ubicado en las coordenadas 42°32′21″N 89°11′20″O / 42.53917, -89.18889. Según la Oficina del Censo de los Estados Unidos, Newark tiene una superficie total de 94.15 km², de la cual 94.02 km² corresponden a tierra firme y (0.14%) 0.13 km² es agua.

## Demografía
Según el censo de 2010, había 1.541 personas residiendo en Newark. La densidad de población era de 16,37 hab./km². De los 1.541 habitantes, Newark estaba compuesto por el 97.99% blancos, el 0.13% eran afroamericanos, el 0.32% eran amerindios, el 0.45% eran asiáticos, el 0% eran isleños del Pacífico, el 0.58% eran de otras razas y el 0.52% pertenecían a dos o más razas. Del total de la población el 1.75% eran hispanos o latinos de cualquier raza.